# Rainer Eigendorff

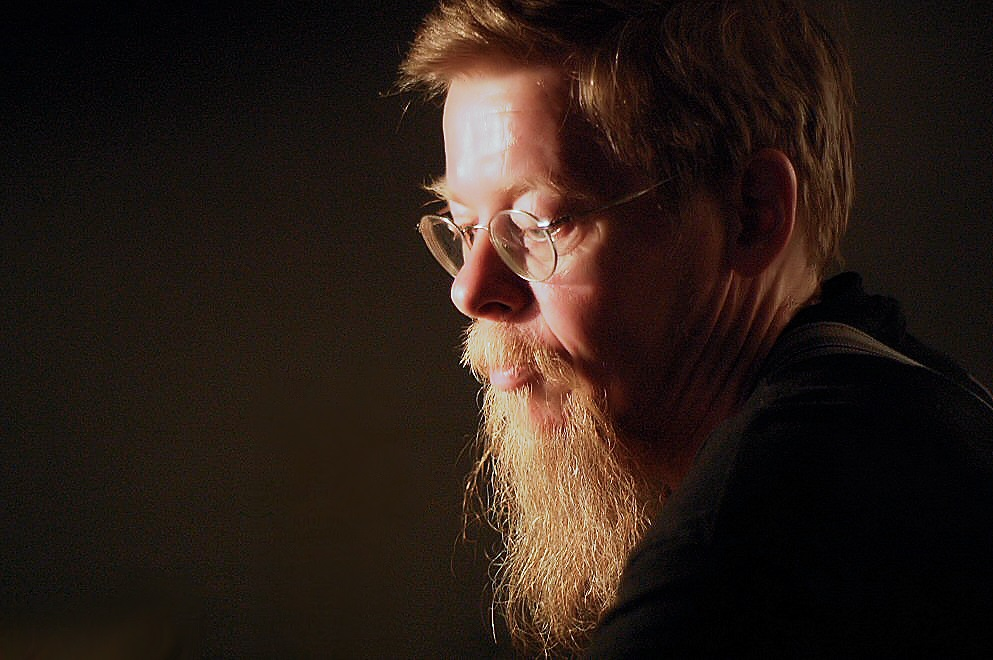
Rainer Eigendorff (2014)

Rainer Eigendorff (* 20. November 1949 in Stendal) ist ein deutscher Theaterregisseur.

## Leben
Eigendorff ist der Sohn des deutschen Theaterregisseurs und Opernsängers Hugo Eigendorff und der Sopranistin Edith Kirmße. In den Jahren von 1979 bis 1983 studierte er am Institut für Schauspielregie der Hochschule für Schauspielkunst „Ernst Busch“ Berlin  mit dem Abschluss als Diplom-Regisseur.

## Inszenierungen & Engagements
- 1981 Theater Schwedt: Fauquez „Ambrosio tötet die Zeit“
- 1982 Staatsschauspiel Dresden: Drewniok „Jungs“ (UA)
- 1983–85 Spielleiter am Gerhart-Hauptmann-Theater Görlitz-Zittau. Inszenierungen – Gelman: „Allein mit allen“, Moliere „Tartuffe“, Bez: „Jutta oder die Kinder von Damuz“, Aprilow: „Timmi“.
- 1985–86 Spielleiter am Brandenburger Theater. Inszenierungen – Agranowski: „Wer kümmert sich um Malachow?“, Gelman: „Allein mit allen“, Kaltofen: „Frau Holle“. Theater Eisleben – Agranowski: „Kümmert euch um M.“. Theater Annaberg – Dramaturgie und Co-Regie: Strahl: „Vor aller Augen“. Theater Zeitz – Brecht: „Kleinbürgerhochzeit“, Fo: Zufälliger Tod eines Anarchisten.
- 1987 Theater Senftenberg – Ibsen: „Nora“, Georgi Nachuzrischwili: „Tschintschraka“.
- 1987–88 Berufsverbot. Assistenzregisseur und Abendspielleiter am Deutschen Nationaltheater Weimar. (Brecht: „Sezuan“, Shakespeare: „Antonius & Cleopatra“, Behan: „Richards Korkbein“, Schiller. „Räuber“).
- 1989 Theater der Altmark Stendal – Beckett: „Warten auf Godot“. Arbeitertheater Rudolstadt – Erdmann: „Der Selbstmörder“. Spielleiter am Theater der Altmark Stendal Inszenierungen – Hein: „Ritter der Tafelrunde“, Albee: „Zoogeschichte“.
- 1990–92 Oberspielleiter am Theater der Altmark Stendal. Inszenierungen – Rame/Fo: „Offene Zweierbeziehung“, Ensikat/Schaller:„Rassefrauen“, Jacobsen: „Bumerang“, Ludwig/Michel: „Der letzte Wähler“, Lewandowski: „Der Geburtstag“, Fo: „Bezahlt wird nicht“,	Ludwig: „Was heißt hier Liebe“.
- 1992 Uckermärkische Bühnen Schwedt – Dehler: „Glatze“.
- 1994 Theater der Altmark Stendal – Schübel: „Pastor Dennewitz“